# 赤道隆起
赤道隆起（英語：equatorial bulge）是一個天體的赤道和極直徑之間的差異，這是由於旋轉圍繞天體軸施加的離心力造成的。旋轉的物體傾向於形成扁球體而不是球體。

## 在地球
地球有相當輕微的赤道隆起：它在赤道比兩極寬約43 km（27 mi），這一差異大約是直徑的1/300。如果將地球縮小到赤道處直徑為1米的地球儀，則差值僅為3毫米。儘管這種差異小到肉眼無法察覺，但仍然包括最高的山脈和最深的海溝，這實際表面與橢球體最大偏差為兩倍多。  
地球自轉也會影響海平面，即用於測量海拔的假想表面。該表面與海洋中的平均水面高度一致，並通過考慮局部引力和離心力在陸地上進行外推。
由於極與赤道半徑的差值約為21公里。因此，站在地球極點上海平面的觀察者，比站在赤道海平面上更接近地球中心21公里。因此，從中心向外量測，地球上的最高點是厄瓜多的欽博拉索峰，而不是珠穆朗瑪峰。但由於海洋也會像地球和它的大氣層一樣膨脹，欽博拉索峰的海拔並沒有珠穆朗瑪峰那麼高。
更準確地說，地球的表面通常由一個理想的扁橢球體來近似，以便精確定義製圖的緯度和經度網格，以及"地球的中心"。在 WGS-84標準地球橢球中，地球半徑被假定在赤道為6378.137 km（3963.191 mi），和中心到極點為6356.7523142 km（3949.9027642 mi），含意就是半徑的差值是21.3846858 km（13.2878277 mi），在直徑上是42.7693716 km（26.5756554 mi）和相對的扁率是1/298.257223563。海平面比固體地球的表面更接近這個標準橢球體。

## 作為能量平衡的平衡

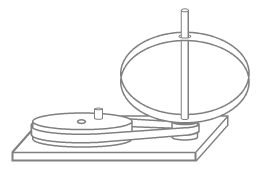
固定在垂直杆上的是彈簧金屬帶。固定時，彈簧金屬帶呈圓形。金屬帶的頂部可以沿著垂直杆滑動。
旋轉時，與地球類似，彈簧金屬帶在赤道處凸起，在兩極處變平。

重力傾向於將天體收縮成一個球體，其形狀能使所有質量盡可能接近質心。旋轉會導致這種球體變形；畸變的一個常見度量是扁率（有時稱為橢圓度或展平），它取決於多種因素，包括大小、角速度、密度和彈性。
一種獲得平衡感的方法是想像一個人坐在旋轉的轉椅上，每隻手拿著一個重物；如果個體將重物向內拉使它們靠近，這是對他們做功，使它們的旋轉動能增加。旋轉速度的增加是如此之大，以至於在更快的旋轉速度下，所需的向心力比旋轉開始時的速度所需要的更大。
類似的事情發生在行星形成過程中。物質分布首先凝聚成一個緩慢旋轉的圓盤狀，碰撞和摩擦將動能轉化為熱能，從而使圓盤因自身引力形成一個非常扁的球體。
只要這顆原行星仍然太扁而不能處於平衡狀態，收縮時釋放的引力位能就會不斷推動旋轉動能的增加。隨著收縮的進行，旋轉速度不斷上升，因此進一步收縮所需的力不斷上升。在某一點，進一步收縮時旋轉動能的新增將大於引力勢能的釋放。意味著收縮過程只能進行到那個點，所以它在那裡停止收縮。
只要沒有平衡，就可以存在劇烈的對流，只要有劇烈的對流，摩擦就可以將動能轉化為熱量，從系統中排出旋轉動能。當達到平衡狀態時，動能向熱能的大規模轉換就停止了。從這個意義上說，平衡態是可以達到的最低能量狀態。
地球的自轉速度仍在放緩，儘管是逐漸減慢，每100年自轉速度的減緩僅約為千分之二秒。因為現時還不清楚月球是如何形成的，因此對地球過去自轉速度的估計各不相同。據估計，5億年前地球的自轉速度約為每"一天"是現在的20小時。
地球的自轉速度正在放緩，主要是因為與月球和太陽相互作用產生的潮汐。由於地球的固體部分具有延展性，地球的赤道隆起度會隨著自轉速率的降低而逐漸减小。

## 對重力加速度的影響

行星由於自轉而出現赤道隆起時所受的力。
紅色箭頭：重力
綠色箭頭：正向力
藍色箭頭：合力
合力提供所需的向心力。沒有這種向心力，無摩擦物體將向赤道滑動。
在計算中，當使用與地球同轉的坐標系時，概念上的離心力向量指向外部，並且與表示向心力的向量一樣大。

由於行星繞其自身的軸線旋轉，在赤道處重力加速度小於極點。在17世紀，隨著擺鐘的發明，法國科學家發現，設置在南美北部海岸法屬圭亞那的時鐘運行速度比巴黎的時鐘慢。赤道重力加速度的量測還必須考慮行星的自轉。任何相對於地球表面靜止的物體實際上都遵循一條圓形軌道繞著地軸旋轉，而將物體拉入這樣的圓形軌跡需要一種力。以每恆星日一圈的速度沿赤道繞地軸旋轉所需的加速度為0.0339m/s2。提供的這種加速度會降低有效的重力加速度。在赤道，有效重力加速度為9.7805m/s2。這意味著赤道處的真實重力加速度必須為9.8144m/s2（9.7805 + 0.0339 = 9.8144）。
在兩極，重力加速度為9.8322m/s2。兩極的重力加速度與赤道的真實重力加速度之差為0.0178m/s2，這是因為赤道上的物體距離地球質量中心比兩極遠大約21 km（13 mi），因此這對應於較小的重力加速度。
總之，赤道的有效重力加速度不如兩極强，這有兩個原因。大約70%的差異是由於物體繞地軸旋轉，另外大約30%是由於地球的非球形形狀造成的。
該圖表明，在所有緯度上，有效重力加速度都因提供向心力的要求而降低；隨緯度降低的遞減效應在赤道地區最大。

## 對衛星軌道的影響
地球引力場略微偏離球對稱的事實，也會影響衛星軌道的長期 進動。它們取決於地球對稱軸在慣性空間中的方向，並且在一般情況下，除了半長軸之外，還會影響"所有"的克卜勒軌道要素。如果所採用的坐標系的參考"Z"軸與地球對稱軸對齊，則只有升交點經度Ω、近心點幅角ω和平近點角M的參數經歷長期進動。
這種擾動，早期用於從太空繪製地球引力場圖，當衛星被用來測試廣義相對論時，可能會起到相關的干擾作用。因為相對論效應小得多，無法在質量上與扁率驅動的擾動區分。 

## 公式化
對於由密度均勻的不可壓縮流體組成，圍繞某個固定軸穩定旋轉，自重力橢球體的平衡構型，進行少量壓平的扁平係數{\displaystyle f}近似公式為：
{\displaystyle f={\frac {a_{e}-a_{p}}{a}}={\frac {5}{4}}{\frac {\omega ^{2}a^{3}}{GM}}={\frac {15\pi }{4}}{\frac {1}{GT^{2}\rho }}}
此處
- {\displaystyle G}是普遍的引力常數，
- {\displaystyle a}是平均半徑，
- {\displaystyle a_{e}=a\,(1+{\tfrac {f}{3}})} and {\displaystyle a_{p}=a\,(1-{\tfrac {2f}{3}})}分別是赤道半徑和極半徑，
- {\displaystyle T}是自轉週期和{\displaystyle \omega ={\tfrac {2\pi }{T}}}是角速度，
- {\displaystyle \rho }是天體密度和{\displaystyle M\simeq {\tfrac {4}{3}}\pi \rho a^{3}}是總質量。

由於質量集中在天體的中心，真正的扁平化較小。